# Municipio de Salem (condado de Columbiana)
El municipio de Salem (en inglés: Salem Township) es un municipio ubicado en el condado de Columbiana en el estado estadounidense de Ohio. En el año 2010 tenía una población de 5484 habitantes y una densidad poblacional de 67,8 personas por km².

## Geografía
El municipio de Salem se encuentra ubicado en las coordenadas 40°51′00″N 80°47′51″O / 40.85000, -80.79750. Según la Oficina del Censo de los Estados Unidos, el municipio tiene una superficie total de 80.89 km², de la cual 80.65 km² corresponden a tierra firme y (0.29%) 0.24 km² es agua.

## Demografía
Según el censo de 2010, había 5484 personas residiendo en el municipio de Salem. La densidad de población era de 67,8 hab./km². De los 5484 habitantes, el municipio de Salem estaba compuesto por el 98.27% blancos, el 0.36% eran afroamericanos, el 0.09% eran amerindios, el 0.18% eran asiáticos, el 0.05% eran isleños del Pacífico, el 0.18% eran de otras razas y el 0.86% pertenecían a dos o más razas. Del total de la población el 0.49% eran hispanos o latinos de cualquier raza.